# Guyanisch-haitianische Beziehungen
Die Guyanisch-haitianischen Beziehungen beschreiben das bilaterale Verhältnis zwischen der Kooperativen Republik Guyana einerseits und der Republik Haiti andererseits.
Beide Länder sind Mitglieder der Vereinten Nationen, der Organisation Amerikanischer Staaten, der Karibischen Gemeinschaft (CARICOM) und der 2011 gegründeten Gemeinschaft der Lateinamerikanischen und Karibischen Staaten (CELAC).

## Geschichte und Stand
Haiti erlangte die Unabhängigkeit von der früheren Kolonialmacht Frankreich bereits im Jahr 1804, während Guyana im Jahr 1966 vom Vereinigten Königreich unabhängig wurde.
Haiti war das zwanzigste Land, mit dem Guyana am 6. Oktober 1970 diplomatische Beziehungen aufnahm. Vor Ort residierende Botschafter haben die beiden Länder nicht ausgetauscht. Die bilateralen Beziehungen werden jeweils auf dem Weg der Nebenakkreditierung wahrgenommen. Im Februar 2018 bestellte die Regierung Guyanas den haitianischen Geschäftsmann Marc Kinson Antoine, Firma ADEKO Enterprises (Spedition und Schiffsmakler) als Honorarkonsul in Haiti.
Für haitianische Staatsangehörige besteht Visumspflicht bei Einreise nach Guyana. In Guyana leben rund 33.500 haitianische Migranten, von denen die ersten Mitte der 1960er Jahre einwanderten. Als Teil der haitianischen Diaspora ist die Bevölkerungsgruppe kulturell integriert und von guyanischer Seite anerkannt.
Bei einem Treffen der CARICOM Staats- und Regierungschefs im Februar 2017 in Georgetown kam es zu einem bilateralen Gespräch zwischen dem haitianischen Präsidenten Jovenel Moïse und seinem guyanischen Amtskollegen David Granger, wobei regionale Themen wie die Bekämpfung des Drogenhandels und die Vorsorge gegen Naturkatastrophen im Vordergrund standen.
Ende Februar 2018 unterzeichneten der Außenminister von Guyana, Carl Greenidge, und sein haitianischer Amtskollege Antonio Rodrigue eine Absichtserklärung zwischen ihren Ländern. Die Vereinbarung stellt einen Rahmen für die Vertiefung der Zusammenarbeit in den Bereichen Tourismus, Landwirtschaft, Wasserwirtschaft, Forstwirtschaft, Ernährungssicherheit und anderen Sektoren, die die wirtschaftliche und soziale Entwicklung der beiden Länder fördern, dar. Es wurde eine gemeinsame Kommission eingerichtet, um das Abkommen umzusetzen und den bilateralen Beziehungen weitere Impulse zu verleihen. Die Unterzeichnung des Abkommens fand am Rande eines CARICOM-Gipfeltreffens in Port-au-Prince statt.
Wie bereits im Oktober 2022 unterstrich der guyanische Präsident Mohamed Irfaan Ali bei einem Treffen des Ständigen Rats der OAS im September 2023 die Notwendigkeit und die Bereitschaft seines Landes, Haiti angesichts der dort eingetretenen Krise zu unterstützen:

„In Übereinstimmung mit unseren CARICOM-Partnern und den Mitgliedsstaaten der OAS bekräftigt Guyana seine unerschütterliche Solidarität mit dem haitianischen Volk. Wir verpflichten uns, in Partnerschaft mit der globalen Gemeinschaft alle Möglichkeiten auszuloten, um Haiti in seinem Bestreben zu unterstützen, die demokratischen Institutionen wiederzubeleben, die Rechtsstaatlichkeit wiederherzustellen und eine breitere Akzeptanz der Demokratie zu gewährleisten. Das haitianische Volk braucht sie und hat sie verdient.“

Bei der Debatte des Sicherheitsrats der Vereinten Nationen zu der Lage in Haiti am 20. November 2024 erneuerte die guyanische Ständige Vertreterin bei den UN, Carolyn Rodrigues-Birkett, im Namen der Gruppe A3+ (Algerien, Mosambik, Sierra Leone und Guyana) die uneingeschränkte Unterstützung stabilisierender Maßnahmen der internationalen Gemeinschaft in Haiti.